# Костел Пресвятої Трійці (Підгайці)
Костел Пресвятої Трійці в Підгайцях — мурована римо-католицька культова споруда в місті Підгайцях Тернопільської області (Україна). Датується 1634 р. Належить до Римо-католицької церкви, перебуває на реконструкції.

## Коротка історія

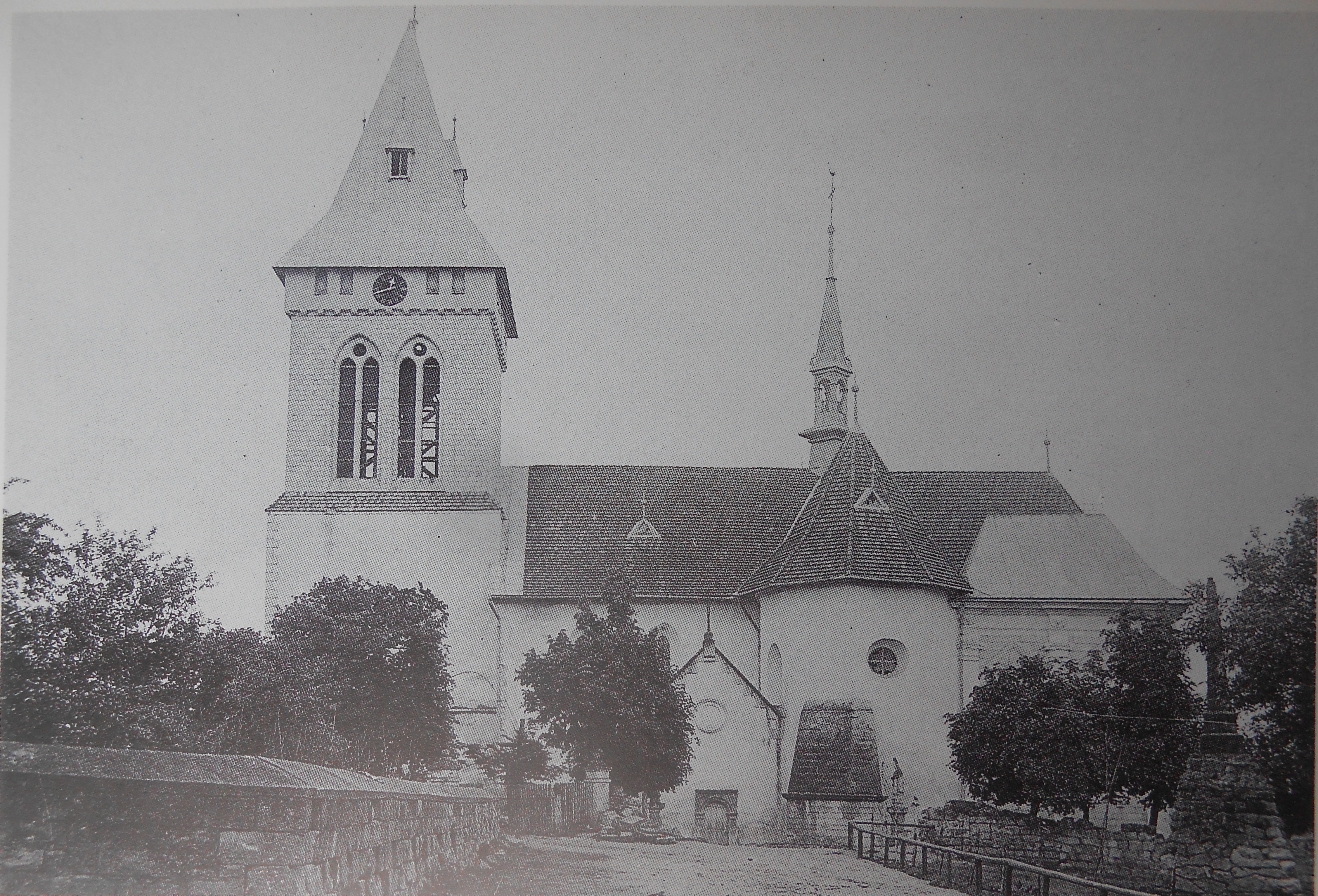
Костел Пресвятої Трійці, 1924

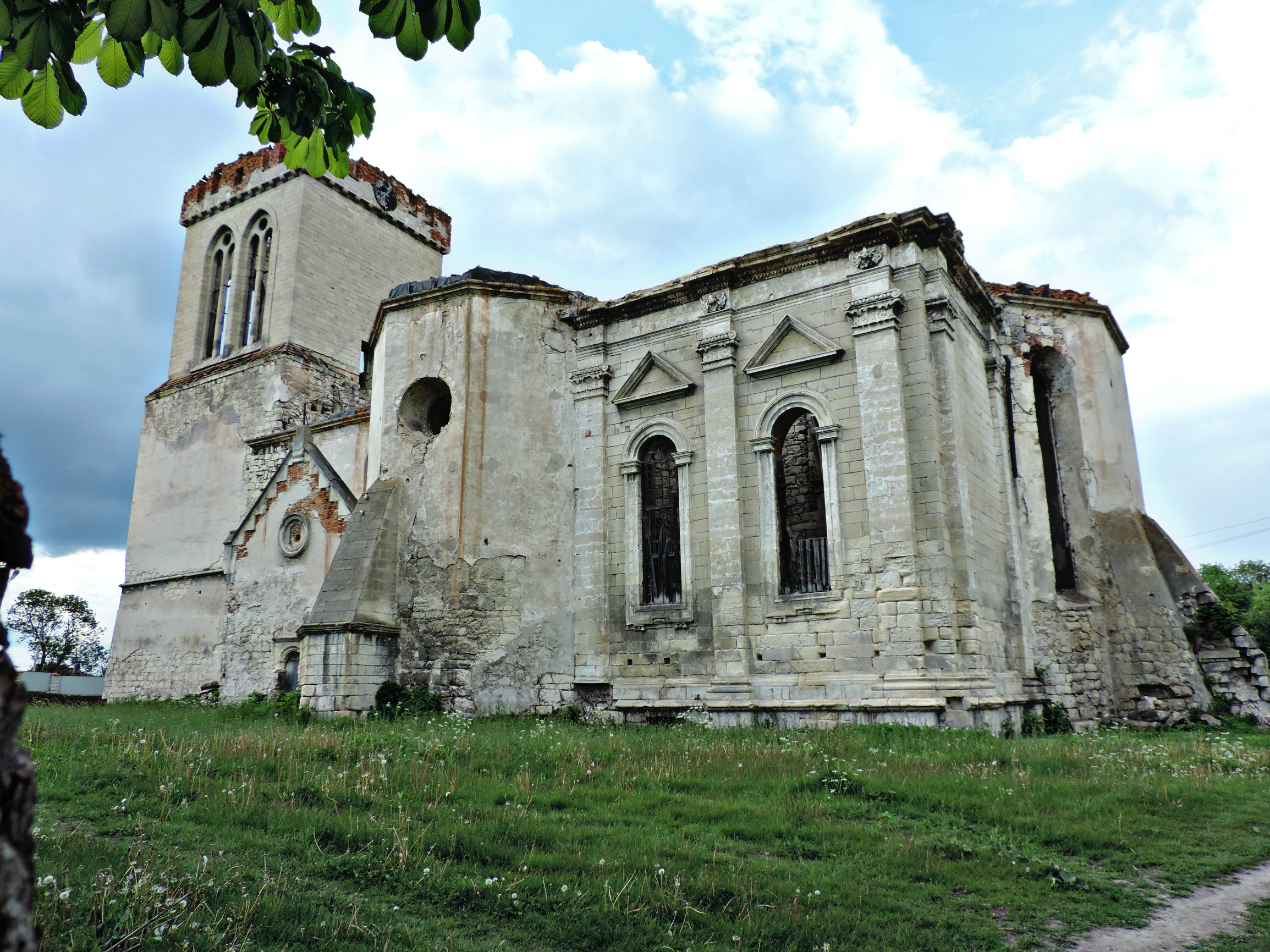
Костел Святої Трійці, каплиця Потоцьких

Збудований 1634 року коштом тодішньої власниці Підгаєць Зофії Стадніцької на Заміхові (у шлюбах Ґольської, Лянцкоронської, Тишкевич). Дослідники стверджують, що при побудові нового костелу 1634 р. використовували елементи зі старого костелу (свідчення — кам'яна плита з епітафіями, датованими 1608 і 1612 роками, над сходами, що ведуть до захристя).
На думку Степана Колодницького, «святиня — вагомий показ відродженням готичного стилю в архітектурі Русі Червоної і Поділля XVII ст. у межах давньої Речі Посполитої». Побудований на місці згорілого в 1463 р., що проіснував майже 200 років, костел неодноразово перебудовували в першій половині XVII ст.
Срібні речі для костелу виготовляв львівський золотар Павел Засадзький бл. 1630 року.
Парафіяльний костел закрили 1946 року, перетворили на склад. У 80-ті роки внаслідок пожежі в костьолі обвалилися склепіння, дах вежі.
Парафіяльна спільнота була зареєстрована 1991 року, з того часу домагалася повернення святині, влітку 2006 року отримала документи на її використання. 24 вересня 2006 року відбулася перша меса (відправив єпископ Мар'ян Бучек).[джерело?]
У підгаєцькому костелі наказали поховати себе фундаторка Зофія Замєховська) поряд з першим чоловіком Яном Ґольським, власник міста Станіслав Ревера Потоцький (1579–1667) — польський полководець, великий гетьман коронний, воєвода краківський.
Наприкінці 1892 року Тадеуш Стриєнський розробив проєкт реставрації костелу, який був реалізований тернопільським будівничим Юзефом Пйонтковським 1893 року. Зокрема, змінили конструкцію даху вежі, яку доповнили псевдомашикулями. Перебудували дах над навами, доповнивши люкарнами. Проєкт перебудови даху каплиці не реалізували. Львівський архітектор Броніслав Віктор розробив проект невеликої необарокової вежі на сигнатурці храму.

## Архітектура

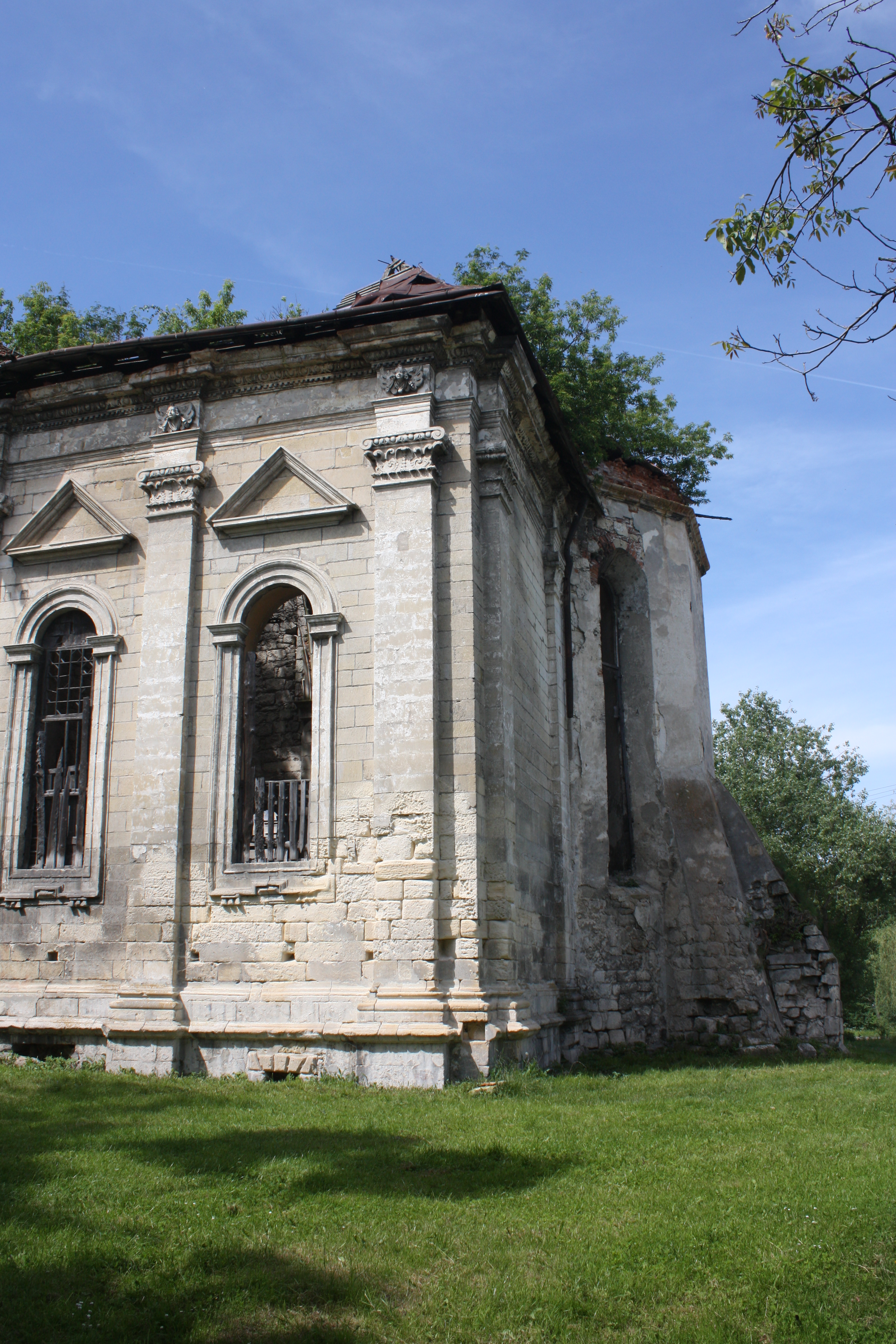
Каплиця Потоцьких

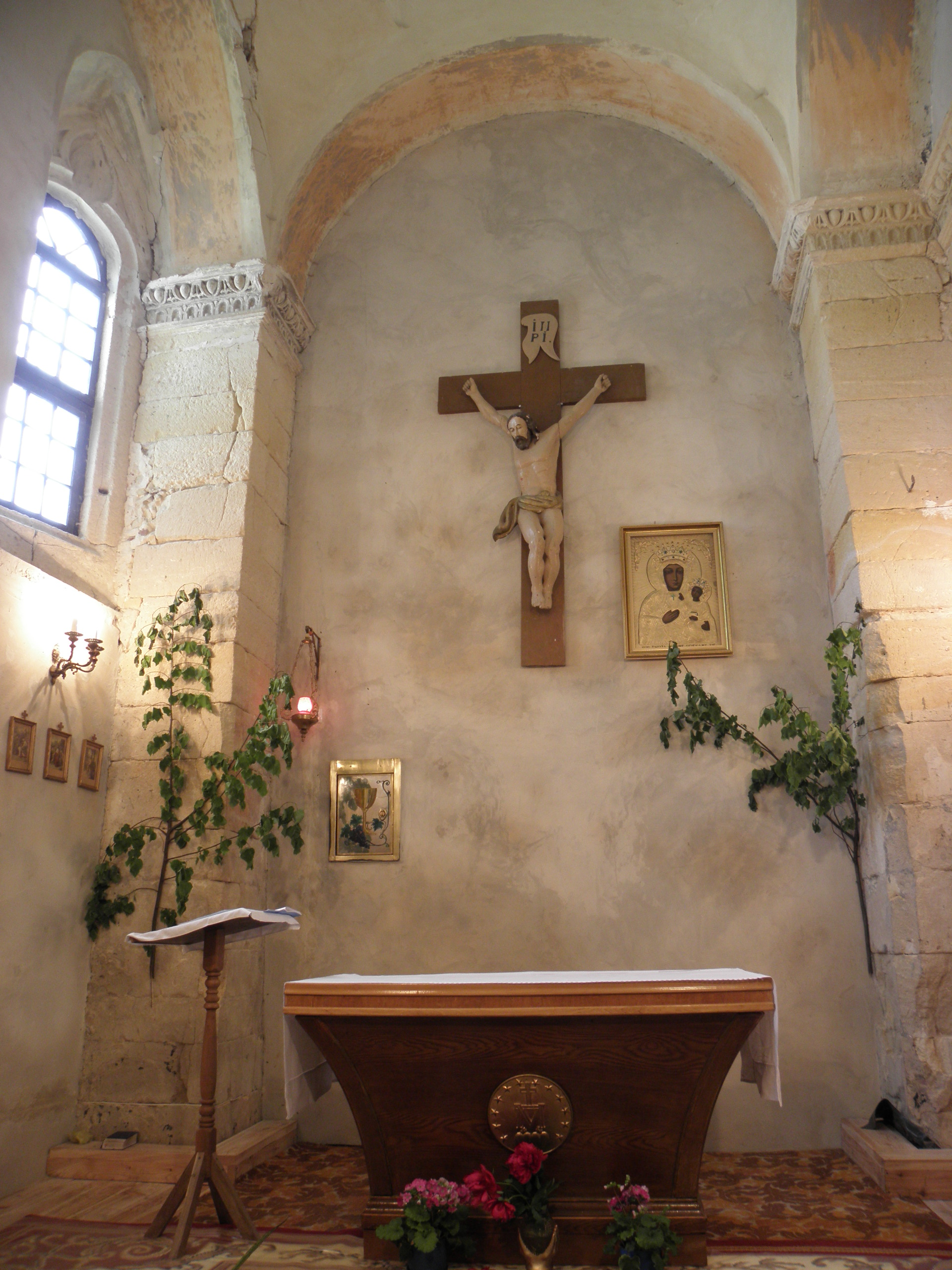
Каплиця фундаторки Зофiї Ґольської (Замєховської) після ремонту

Хрещатий в плані, цікавий як синтез архітектурних стилів. Наприклад, двоярусну вежу будували в період готики, портал — ренесансний, завершення — у XIX ст. — неоготика. Основну роботу виконано в стилі пізнього ренесансу.
Інтер'єр — бароко зі збереженими фрагментами готики, каплиці та прибудови — історизм. Залишений без догляду, костел зазнав значної руйнації. На думку Яна К. Островського: костел будували місцеві будівничі; можливо, фундаторка перебудувала на родинну усипальницю зруйнований презбітерій старого костелу Підгайців.
Особливу увагу дослідники костелу звертають на каплиці (Потоцьких, Зофії з Заміхова), прибудовані до костелу.
Усередині будови були чудові органи. На всю околицю лунали удари годинника на костельній вежі, яку встановила 1896 р. католицька громада на честь 100-річчя повстання під керівництвом генерала Тадеуша Костюшка. Окремі кам'яні скульптурні оздоби-ангели зберігаються в експозиції Олеського замку.